# آلینا شینکارنکو

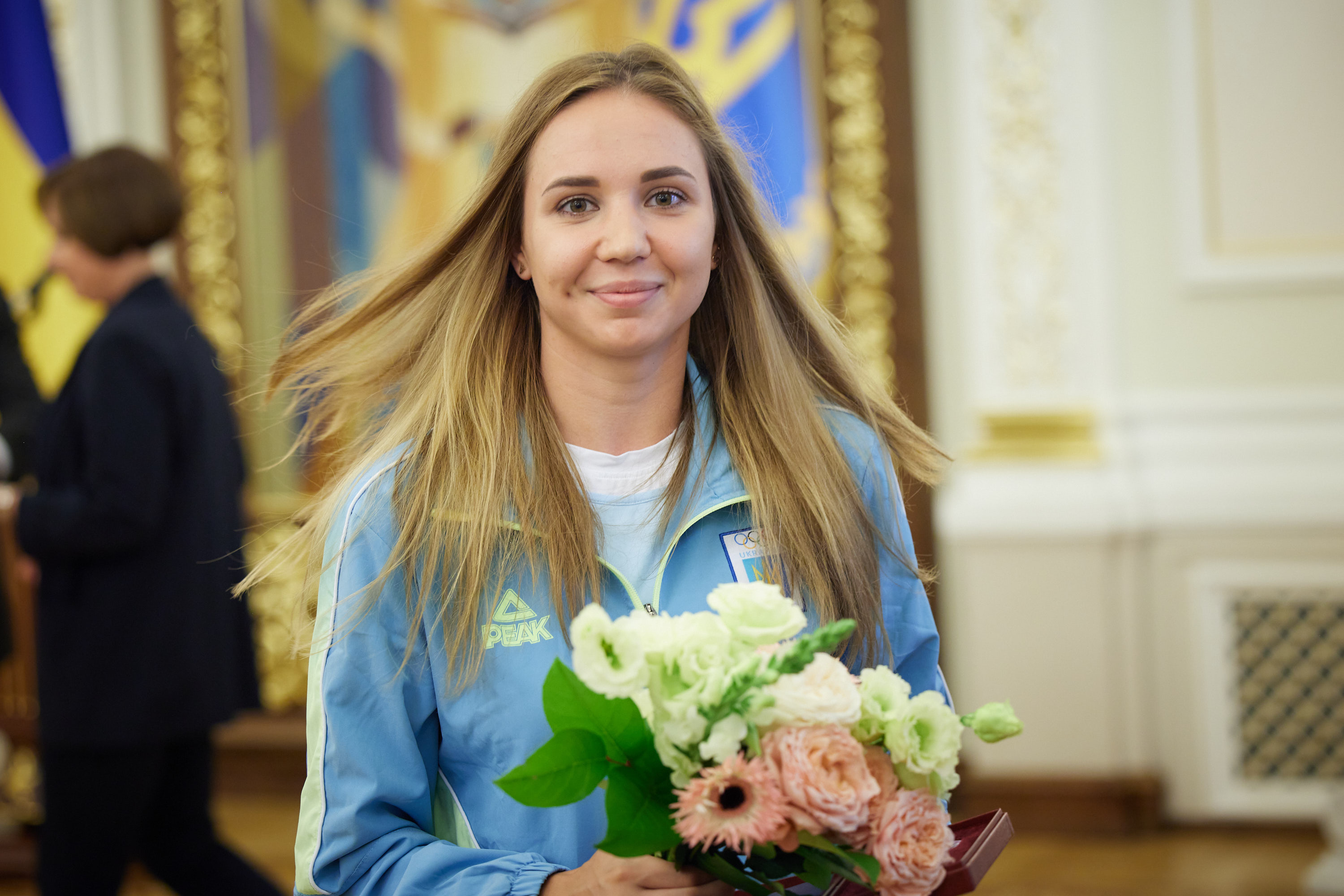
شینکارنکو درحال دریافت جایزه

آلینا شینکارنکو (اوکراینی: Аліна Віталіївна Шинкаренко؛ زادهٔ ۱۴ نوامبر ۱۹۹۸) شناگر موزون اهل اوکراین است.
وی در مسابقات کشوری و بین‌المللی در مجموع برندهٔ ۵ مدال طلا، ۴ مدال نقره، ۶ مدال برنز شده‌است.